# Metoda analityczna obliczania pól
Metoda analityczna obliczania pól – metoda obliczania pól powierzchni wielokątów, stosowana m.in. w geodezji.
Stosowane są poniższe wzory (obliczenie z drugiego wzoru stanowi jedyną kontrolę), w postaci ogólnej nazywane wzorami Gaussa.
{\displaystyle P={\frac {1}{2}}\left|\sum \limits _{i=1}^{n}{X_{i}(Y_{i+1}-Y_{i-1}})\right|={\frac {1}{2}}\left|\sum \limits _{i=1}^{n}{Y_{i}(X_{i-1}-X_{i+1}})\right|,}
gdzie:
{\displaystyle P} – wyliczane pole powierzchni,
{\displaystyle n} – liczba wierzchołków wielokąta,
{\displaystyle (X_{i},Y_{i})} – współrzędne {\displaystyle i}-tego wierzchołka (wierzchołki numerowane są kolejno od 1 do {\displaystyle n,} poczynając od dowolnego z nich).
Zakłada się przy tym, że
{\displaystyle X_{0}=X_{n},Y_{0}=Y_{n},}
{\displaystyle X_{n+1}=X_{1},Y_{n+1}=Y_{1}.}